# Christopher O'Neill

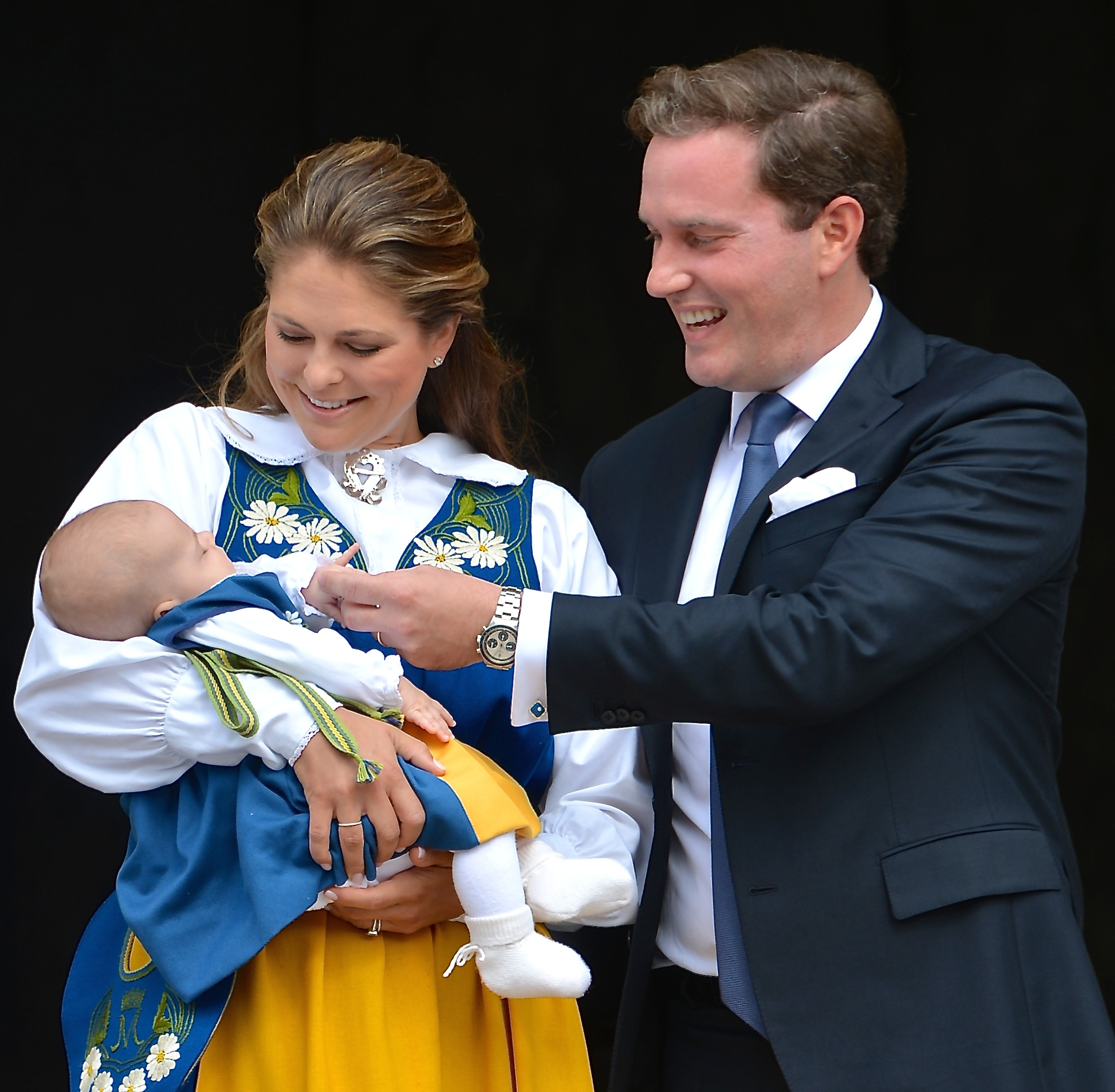
Christopher O'Neill tillsammans med prinsessan Madeleine och prinsessan Leonore på Stockholms slott den 6 juni 2014.

Christopher Paul "Chris" O'Neill, född 27 juni 1974 i London, är en brittisk-amerikansk finansman verksam i New York. Han är sedan 8 juni 2013 gift med prinsessan Madeleine. Paret har barnen prinsessan Leonore (född 2014), prins Nicolas (född 2015) och prinsessan Adrienne (född 2018).

## Titel
O'Neills officiella titel är Herr Christopher O'Neill. Anledningen till att O'Neill inte har en kunglig titel är att en medlem av det svenska kungahuset bör vara svensk medborgare och inte inneha någon ansvarsställning i näringslivet. O'Neill har valt att inte bli svensk medborgare och att fortsätta sin affärsverksamhet.

## Uppväxt
O'Neill är son till amerikanen Paul Cesario O'Neill (1926–2004) och österrikiskan Eva Maria Walter (född 1940) i faderns andra och moderns tredje äktenskap. Han har fem halvsystrar, två på moderns och tre på faderns sida. Han växte upp i London och har både amerikanskt och brittiskt medborgarskap. O'Neill är katolik.
Släkten O'Neill kommer ursprungligen från Skottland och invandrade från Glasgow till USA med Christopher O'Neills farfars far Joseph O'Neill (1869–1954). Farmodern Josephine Cesario (född 1899) hade italienskt ursprung, närmare bestämt sicilianskt.

## Utbildning och karriär
Christopher O'Neill har studerat vid Institut auf dem Rosenberg i Sankt Gallen, Schweiz samt har avlagt en filosofie kandidatexamen i internationella relationer vid Boston University och en Master of Business Administration vid Columbia Business School i New York.
Han var delägare och head of research på Noster Capital som har sin bas i Västindien och Nordamerika. Han är också före detta anställd på NM Rothschild & Sons och Steinberg Asset management. Inför giftermålet med prinsessan Madeleine gick O'Neill ut med att han inte ska arbeta med investeringar i bolag som är listade på Stockholmsbörsen eller som hämtar mer än en tredjedel av sin avkastning från Sverige.
I London arbetar han som director på Wilton Payments. Företaget ägs av hans svåger John D'Abo och sysslar med betallösningar för stora bolag.

## Relationen med prinsessan Madeleine
Första gången prinsessan Madeleine och Christopher O'Neill visade sig offentligt tillsammans var i januari 2011. Den 25 oktober 2012 offentliggjordes parets förlovning. Lysning skedde vid en gudstjänst i Slottskyrkan den 19 maj 2013 samt följdes av mottagning på Kungliga slottet.
Vigseln mellan prinsessan Madeleine och Christopher O'Neill ägde rum den 8 juni 2013 i Slottskyrkan i Stockholms slott. Akten direktsändes av SVT. Överhovpredikanten, biskop emeritus Lars-Göran Lönnermark och hovförsamlingens pastor Michael Bjerkhagen vigde paret. Christopher O'Neills best man var hans barndomsvän Cedric Notz.
Den 20 februari 2014 föddes parets första barn, prinsessan Leonore. på New York Presbytarian Hospital i USA. I december 2014 meddelade hovet att makarna väntade sitt andra barn och den 15 juni 2015 föddes prins Nicolas på Danderyds sjukhus. Den 9 mars 2018 föddes parets tredje barn, prinsessan Adrienne, på Danderyds sjukhus.
Christopher O'Neill och Madeleine var inledningsvis bosatta i New York. År 2015 flyttade de tillfälligt till Sverige innan de senare samma år bosatte sig i London med sin familj. Anledningen till flytten uppgavs vara att Christopher O'Neill hade ett nytt arbete som var baserat i London. I augusti 2018 meddelades det att familjen flyttar till Florida där de bodde till 2024. Sedan sommaren 2024 bor familjen åter i Sverige.

## Ordnar och utmärkelser
- Kommendör av Kungl. Nordstjärneorden, 6 juni 2013.[30]
- Konung Carl XVI Gustafs jubileumsminnestecken II, 15 september 2013.
- Konung Carl XVI Gustafs jubileumsminnestecken III, 30 april 2016.
- Konung Carl XVI Gustafs jubileumsminnestecken IV, 15 september 2023.[31]
- Riddare av Isländska Falkordern, senast 6 maj 2025